# Râul Paraguay
Râul Paraguay (în spaniolă: Río Paraguay, în portugheză: Rio Paraguai, în guarani: Ysyry Paraguái) este un fluviu din centrul Americii de Sud, ce curge prin Brazilia, Bolivia, Paraguay și Argentina. Râul are o lungime de 2621 km de la izvoarele sale din statul brazilian Mato Grosso până la confluența cu Râul Paraná la nord de Corrientes.